# Цми (село)
Цми (осет. Цыми) — село в Алагирском районе Республики Северная Осетия-Алания. Входит в состав Зарамагского сельского поселения. Код Федеральной налоговой службы 1514.

## Географическое положение
Село расположено в южной части Алагирского района, на правом берегу реки Нардон и вдоль нижнего правобережья его притока Цмикомдон. Находится напротив центра сельского поселения Нижний Зарамаг, в 55 км к югу от районного центра Алагир и в 88 км к юго-западу от Владикавказа. 

## Археология
На многослойном поселении Цми нижний слой относится к мезолиту. Для нижнего слоя (горизонт 1) характерны небольшие конические/подконические с круговым и разомкнутым фронтом нуклеусы, а также уплощённые ядрища с прямыми и скошенными ударными площадками для пластинок и микропластинок. Геометрические микролиты представлены несколькими слабо асимметричными сегментами и трапециями. Каменная индустрия из горизонта 2 в целом схожа с предшествующей: формы ядрищ конические и уплощённые; геометрические микролиты представлены двумя трапециями, одна из которых оформлена частично двусторонней (гелуанской?) ретушью. Самая ранняя дата для третьего (неолитического) горизонта — 7510±80 радиоуглеродных лет. В горизонте 3 обнаружен развал слабопрофилированного сосуда с прямыми стенками, высотой примерно 20—25 см. Для археологических материалов из третьего горизонта радиоуглеродные даты находятся в диапазоне 7,0 — 6,9 тыс. л. н. (cal. 6,0 — 5,7 тыс. л. до н. э.).

## Население
| 2002 | 2010 | 2021 |
| ---- | ---- | ---- |
| 20   | ↗29  | ↘16  |

## Топографические карты
- Лист карты K-38-29 Алагир. Масштаб: 1 : 100 000. Состояние местности на 1984 год. Издание 1988 г.